# Salto Manuel Ángel González
El Salto «Manuel Ángel González» es una caída de agua en el Río Aguasales, en el municipio Zamora del estado Miranda, Venezuela. Con una altura de 34 m (de caída ininterrumpida) es la más alta del parque nacional Waraira Repano. Se encuentra al norte de la ciudad de Guatire, a 681 metros sobre el nivel del mar. Las coordenadas de ubicación son: 10°30'12" de latitud norte y 66°30'36" de longitud oeste. 

## Exploración
Seguramente el salto fue conocido desde los tiempos en el que se establecieron agricultores y campesinos en la zona, lo cual puede ubicarse hacia el siglo XVIII, en plena época colonial (los primeros asentamientos hispanos en la región datan de principios del siglo XVII).  
No hay prueba de que los habitantes originarios de la zona lo hayan conocido pero es probable, ya que se han encontrado petroglifos en lugares cercanos a él. 
Cerca del salto se encuentra la  antigua hacienda cafetalera La Siria y es de suponer que los recolectores de café lo conocían, al igual que los campesinos y pequeños agricultores de la hacienda La Laguna, que limita con La Siria. ´
Con la disminución casi total de la actividad agrícola en esta zona, que comenzó a principios de los años sesenta, el salto quedó en el olvido, siendo solo recordado por pocos campesinos, pero las referencias eran vagas y difusas. Además, el turismo local y la exploración de grupos excursionistas como el Centro Excursionista «Manuel Ángel González» y Grupo de Rescate Canaima (este último ya desaparecido) estuvo enfocada en la zona del río del Norte y especialmente en la llamada Cascada del Norte, que se encuentra en ese río. El salto «Manuel Ángel González» nunca fue entonces un destino del turismo local por lo relativamente complicado que resultaba acceder a él y sobre todo porque, como ya se mencionó, prácticamente no habían referencias sobre su existencia. 
Se sabe que en los años ochenta, tras un incendio que se desató en la zona, unos indígenas de la etnia yukpa, que habían emigrado de su tierra y vivían en Guatire, se adentraron para combatirlo y entonces vieron el salto. Se lo contaron a la señora Margarita Corro, encargada de la casa de la Hacienda La Siria, quien, junto con su joven hijo Gregorio Corro, hicieron el dificultoso descenso desde la casa principal de la Hacienda para comprobar la existencia de este gran salto. 
Pasaron casi 40 años y en una visita que un grupo de excursionistas hacen a la señora Margarita, Gregorio Corro, ya un hombre adulto, les dice que él conoce un pozo y una caída de agua que más nadie conoce. De allí partió la curiosidad de estos excursionistas y a principios de 2021, un grupo de ellos, conformado por Efrén Toro, Simón Palacios, David Acosta, y Miguelángel Machado, todos miembros del CEMAG, redescubren el salto.

## Nombre del Salto
La noticia del redescubrimiento trascendió debido a las redes sociales y entonces la operadora turística «Guatireños de Pura Cepa» comienza a organizar paseos para el lugar. Son ellos los que promueven el salto como Salto La Laguna, alegando que ese fue el nombre que la señora Margarita Corro les comunicó, pero en realidad nadie sabe si esa caída de agua tuvo un nombre, bien sea el que quizás le pudieron dar los habitantes originarios o los campesinos que se asentaron en la zona en la época colonial. Además, es casi seguro que el salto no se encuentra en tierras que fueron de la hacienda La Laguna. 
En septiembre de 2022 el grupo de excursionistas que había hablado con la señora Margarita y su hijo deciden conformar una agrupación, casi que informal y establecen entre sus metas promover el turismo hacia este salto. Pocas semanas después se conforma otro grupo, con la participación de actores vinculados a la cultura, que establece como meta principal lograr que el organismo competente ponga el nombre de Manuel Ángel González al salto. Esto en honor de este connotado educador  y científico guatireño, hijo ilustre de esta ciudad.  Actividad que al momento de redactar este artículo aún continúa.    

## Turismo
El Salto «Manuel Ángel González» es casi con seguridad la caída de agua más alta del Waraira Repano, lo que lo inscribe como importante destino turístico en la región capital de Venezuela. Además, está rodeado de un exuberante y hermoso bosque tropical húmedo y tiene el añadido que es posible zambullirse en la posa natural que hay a sus pies. Llegar al salto es relativamente fácil, siguiendo un camino que inicia en el lugar cercano a la confluencia de los ríos Aguasales y Norte y sube por un antiguo y en buen estado camino que atravesaba la hacienda La Laguna y llegaba a La Siria, pasando antes por un antiguo caserío, que ahora está en ruinas. El ascenso por este camino está entre dos y tres horas. Otro camino es descendiendo desde la casa de la Hacienda pero su dificultad es considerable. Otra ruta, ahora muy intrincada y dificultosa inicia cerca de la casa del guardaparques en La Siria y siguiendo prácticamente la curva de nivel de la cota 700 llega a las ruinas del caserío. Sería este un acceso bastante cómodo si se acondiciona mejor. Al momento de redactar este artículo se explora otro camino que posiblemente inicia en La Siria y entronca con el camino anterior.  Hay otra opción: remontando el río Aguasales pero, que se sepa, nadie lo ha hecho y seguro se requerirá equipo y condiciones especiales.   
En Guatire hay operadoras turísticas que realizan excursiones para este salto y otros lugares en el Waraira Repano oriental. Todas han optado por usar el camino empinado en los predios de la hacienda La Laguna.  
Los viajes pueden hacerse todo el año, pero no se recomiendan en época de mucha lluvia. Considere que el acceso por el Parque Municipal La Churca, aledaño a la ADI 434 suele cerrarse por instrucciones de las autoridades cuando hay temporada de mucha pluviosidad. El acceso por la Siria y por el puesto del guardaparques es libre aún en esas condiciones pero comporta un riesgo mayor por lo fangoso que se ponen caminos por donde hay que descender. 